# Coreoidea
Coreoidea é uma superfamília de insetos da infraordem Pentatomomorpha (ordem Hemiptera).